# The Folklore Society
The Folklore Society (FLS) a été fondée à Londres, en Angleterre, en 1878, pour étudier la culture vernaculaire, la musique traditionnelle, le chant, la danse et le théâtre, le récit, les arts et l'artisanat, les coutumes et les croyances. La fondation a été lancée sur suggestion faite par Eliza Gutch dans les pages de Notes and Queries

## Membres
William Thoms, l'éditeur de Notes and Queries qui, le premier, avait introduit le terme de folk-lore, semble avoir joué un rôle essentiel dans la formation de la société, et, avec G. L. Gomme, en a été pendant de nombreuses années l'un des principaux membres
Certains membres éminents ont été identifiés comme la "grande équipe" par Richard Dorson en 1967 dans son histoire du folklore anglais, à la fin de l'époque Victorienne plusieurs dirigeants on montré de l'intérêt intellectuel pour le domaine : Andrew Lang, Edwin Sidney Hartland, Alfred Nutt, William Alexander Clouston, Edward Clodd et Gomme. Plus tard, les historiens ont eu un profond intérêt pour la pré-modernité des vues des membres tels que Joseph Jacobs
Une longue durée de service et des contributions régulières aux discours et aux publications de la société font de Charlotte Sophia Burne la première femme à devenir rédacteur en chef de son journal et, plus tard, présidente (1909-10) de la société

## Publications
La société publie, en partenariat avec Taylor et Francis, la revue de Folklore avec trois numéros par an, et, depuis 1986, un bulletin d'information, FLS News.
Le journal a commencé sous le nom de Le Folk-Lore Record en 1878, s'est poursuivi ou a redémarré sous celui de Folk-Lore Journal, et à partir de 1890 à ses questions a été compilés en tant que volumes intitulés "Folk-Lore: A Quarterly Review of Myth, Tradition, Institution, & Custom" en incorporant The Archæological Review et The Folk-Lore Journal". Joseph Jacobs a édité le premier des quatre volumes annuels sous le nom de Quarterly Review, puis Alfred Nutt lui a succédé. Alfred Nutt a été l'éditeur à partir de 1890
The Folklore Society Library compte environ 15 000 ouvrages et plus de 200 titres en série (40 actuellement reçu) maintenu conservés à la bibliothèque de l'University College de Londres. Ses principaux atouts sont dans les récits populaires du folklore irlandais et britannique, il y a également un important portefeuille de folklore Européen de l'Est et de longs récits du folklore estonien et le basque.
The Folklore Society Archives and Collections compte des documents connexes de G. L. Gomme et Lady Gomme, T. F. Ordish, William Crooke, Henry Underhill, Estella Canziani, George Galloway, Barbara Aitken, Margaret Murray, Katharine Briggs et d'autres. Les archives de la société et les collections sont tenues à l'University College de Londres, les Collections Spéciales.
Le bureau de la Société est au Warburg Institute, où il garde une petite collection de livres de référence et essentiels, y compris le catalogue de la toutes les adhésions à laFLS jusqu'en 1993 (toutes les adhésions après 1993 ont été ajoutées au catalogue en ligne de la bibliothèque de l'University College de Londres. Leur bibliothèque est classée selon une forme modifiée de la Garside classification scheme